# Radio Caroline
Radio Caroline（レディオ・キャロライン）は、2003年に結成された日本のロックバンドである。

## 概要・略歴
メンバーはウエノコウジ、PATCH、楠部真也の三人からなるいわゆるスリーピースロックバンドである。
2002年の2月に解散したガレージロックバンド、GYOGUN REND'SのメンバーであったPATCHが、thee michelle gun elephantのウエノコウジとTHE NEATBEATSの楠部真也の二人に呼びかけ、2003年1月に結成。結成当初のバンド名は「ラブレターズ」で、大阪のイベントでステージに1度立った。その後、真也が「Radio Caroline」と名付けた。
ウエノと楠部は結成以降数ヶ月の間、当時の所属バンドと平行させて活動を行っていたが、同年10月11日にthee michelle gun elephantが解散し、12月31日には楠部がTHE NEATBEATSを脱退。以降、Radio Carolineでの活動が活発化されることになる。2004年5月には、1stアルバム『Dead Groovy Action』が発売される。
以降、ライブやレコーディングを精力的にこなし活動していたが、2009年6月に活動を休止する。
2014年8月に活動再開が発表され、11月に活動休止後、初のライブが予定されていた。

## メンバー
- PATCH（ボーカル・ギター）
- ウエノコウジ（ベース）
- 楠部真也（ドラムス）

## 作品

### シングル
- TWISTIN' HEAD（2006年6月21日）

### アルバム
- Dead Groovy Action（2004年5月19日）
- GLOW（2005年5月18日）
- ALL-OUT（2005年10月5日）
- HEAVY GLITTER（2006年9月20日）
- extremes（2007年7月6日）
- DEATH or GLORY（2008年10月8日）
- High Tide（2023年9月13日）新曲1曲入り20th Anniversaryレアトラック集

#### ベストアルバム
- PORTRAIT 〜THE BEST OF Radio Caroline〜（2009年4月29日、COZP-60061 - 63）

#### 参加オムニバス
- RESPECTABLE ROOSTERS→Z a-GOGO（2005年9月28日）
  - M-9「I'm Swayin' In The Air」で参加。
- GO-GO KING RECORDERS original recording VOL.1（2006年3月22日）
  - M-3「Dead End Summer」で参加。
- THE MODS TRIBUTE SO WHAT!! Vol.2（2006年6月21日）
  - M-3「ALL BY MYSELF」で参加。
- ACE CAFE LONDON（2007年9月19日）
  - M-14「Aim You」で参加。

### DVD
- RAW LIVE（2006年3月15日）